# Нижня Слана
Нижня Слана (словац. Nižná Slaná) — село в окрузі Рожнява Кошицького краю Словаччини, історична область Гемера. Площа села 18,94 км². Станом на 31 грудня 2016 року в селі проживало 1243 жителів.

## Історія
Перші згадки про село датуються 1360 роком.

## Населення
| Рік:            | 1994. | 2004.    | 2014.   | 2024.   |
| --------------- | ----- | -------- | ------- | ------- |
| Кількість осіб: | 1073  | 1207     | 1247    | 1240    |
| Різниця:        |       | +12,48 % | +3,31 % | -0,56 % |

| Рік:            | 2023. | 2024.   |
| --------------- | ----- | ------- |
| Кількість осіб: | 1248  | 1240    |
| Різниця:        |       | -0,64 % |